# Бёкер, Конрад
Конрад Бёкер (нем. Conrad Böcker; 1870 — апреля 1936) — немецкий гимнаст, дважды чемпион летних Олимпийских игр 1896.
Бёкер участвовал во всех гимнастических дисциплинах на играх, кроме лазания по канату, однако он не имел большого успеха. Только вместе с командой он смог выиграть соревнования по командным брусьям и командной перекладине.